# フランソワ＝ルネ・ド・シャトーブリアン

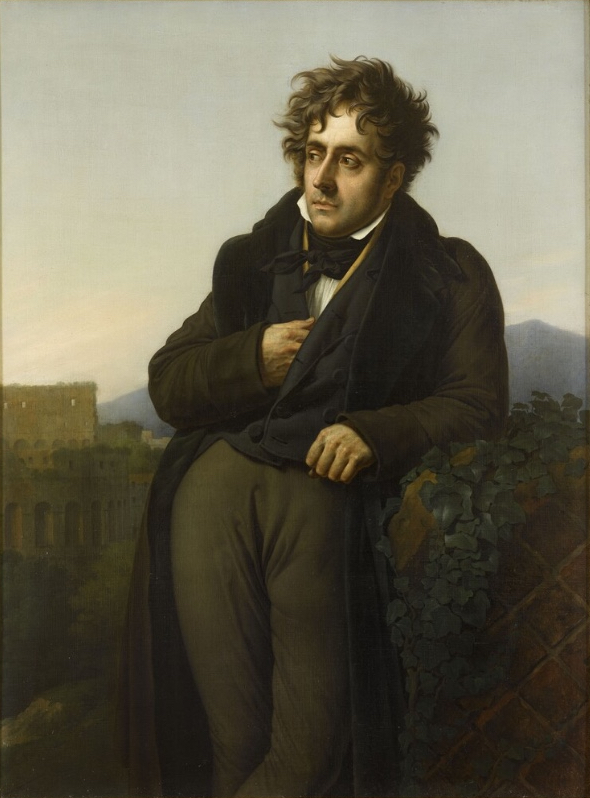
フランソワ＝ルネ・ド・シャトーブリアン

フランソワ＝ルネ・ド・シャトーブリアン（シャトブリアン、François-René de Chateaubriand 発音例、1768年9月4日 - 1848年7月4日）は、フランス復古王政期の政治家で、作家としても知られる。

## プロフィール
代表作は『アタラ』『ルネ』など。フランス・ロマン主義の二大先駆者の1人である。

### 初期と亡命
コンブール伯爵ルネ＝オギュストの子として、ブルターニュのサン・マロに生まれた。父ルネ＝オギュストは戦時には私掠船の船長であるが、平和な時期にはタラ漁や奴隷貿易に従事して商人として成功を収めていた。フランソワ＝ルネは彼の10番目の子であった。兄弟4人は幼くして死んでいる。幼いフランソワ＝ルネは両親から離れて暮らさねばならず、母方の祖母ベデ夫人のもとで育った。彼が3歳の時に父がコンブール城を購入したため、1777年から城に移り住んだ。彼はドル＝ド＝ブルターニュ、レンヌ、ディナンの各コレージュで学び、第5歩兵連隊に17歳で入隊した。父の死により退役、1788年にパリに出て多くの文人と知り合った。1789年1月、ブルターニュ議会（fr）に参加、同年の7月には姉ジュリー、リュシルとともにバスティーユ襲撃を目撃している。

### アメリカへの旅
1791年、フランス革命が激しくなる頃に北アメリカを旅行し、この経験はのちの『ナッチェス（ナチェーズ）族』（Les Natchez 発音例）、『アタラ』（Atala）、『ルネ』（René）といった作品のきっかけとなる。翌1792年、ルイ16世捕縛の報を聞いて帰国した。同年、17歳のセレスト・ド・ラ・ヴィニュ＝ビュイッソン（サンマロの船主の一族出身）と結婚。2人の間には子はなかった。
ドイツで亡命貴族軍に加わる。しかし戦闘で重傷を負い、妻を残してイギリスに亡命した。窮乏生活ではあったが、この間にミルトンの『失楽園』（のちに翻訳した）などのイギリス文学に親しんだ。また最初の作品として、フランス革命とは何であるかを省察した『革命論』（Essai sur les Révolutions、1797年）を著した。
1798年頃、母と姉の相次ぐ死などによってカトリック信仰に回帰し、これが人生の転機となった。1800年に許されて帰国し、文芸誌“Mercure de France”の編集に携わった。
1802年には『キリスト教精髄』（Génie du christianisme）を発表した。これは自然・社会・文学など世界の様々な面から神の栄光を讃えた大作で（『ナッチェス族』『アタラ』『ルネ』もその一環として書き始められた）、ロマン主義・汎神論的傾向が強いが、革命後の宗教復活の気運に乗って称賛された。
これによりナポレオンからも注目され、教皇庁大使参事官に任命されたが、大使のフェッシュ枢機卿と折り合いが悪く、さらにアンギャン公ルイ・アントワーヌ処刑にも反発して辞任した。
これ以後、シャトーブリアンは文学生活に入る。初期キリスト教への迫害を扱った『殉教者』（Les Martyrs）を計画し、取材のために1806年、地中海周辺各地を旅行した。このときの経験はのちに旅行記『パリからエルサレムへ』（Itinéraire de Paris à Jérusalem、1811年）や、スペインを舞台にした『アベンセラヘス最後の冒険』（Les aventures du dernier Abencérage、1826年）としても実を結ぶ。
帰国するとナポレオンをネロに例えた批判を書き、パリから追放される。こののち『殉教者』を完成し（1809年）、回想録にも着手した。1811年、アカデミー・フランセーズ会員に推されるも演説で革命批判をしようとしたためナポレオンににらまれ、王政復古まで活動できなかった。
ナポレオン没落後、ブルボン王家を支持した（1815年）ものの、ルイ18世の政策を批判して嫌われ、過激王党派（ユルトラ、次代の王シャルル10世を支持する）に加わる。しかしベリー公暗殺事件後、王とよりを戻しプロイセン大使、イギリス大使、そして外務大臣（1822年 - 1824年）を歴任した。ヴェローナ会議（1822年）では全権大使を務め、五国同盟のスペイン内乱介入に賛成した。これには成功したが、まもなくヴィレール首相によって解任された。
これ以後は、王制を支持する一方で自由主義的な主張をするようになる。シャルル10世即位後、教皇庁大使に任命された（1828年）が翌年辞任した。

### 7月革命
1830年の7月革命後は新王ルイ・フィリップに忠誠を誓わず、再び文学生活に戻る。そして回想録『墓の彼方からの回想』（Mémoires d'outre-tombe、没後出版）と『歴史試論』（Études historiques）を書きながら、7月王政を批判した。

### 晩年
生涯の最後の10年をクレルモン=トネール館で過ごした。晩年は、セーヴル＝バビロヌ駅のすぐ近くの、レカミエ夫人のアベイ＝オ＝ボワのサロンに寄宿した。その頃、シャトーブリアンは半身不随で、レカミエ夫人は目が見えなくなっていた。
最後の作品は、17世紀に貴族社会を退いてトラピスト会修道士となったル・ブチリエ・ド・ランセを描いた『ランセの生涯』（Vie de Rancé、1844年）であった。
1848年、革命で揺れるパリに没し、遺言によりサン・マロ沖のグラン・ベ島に埋葬された。墓碑は第二次世界大戦で消失し、新たに素朴な意匠のコンクリートの十字架が立っている。墓の後ろの崖には記念プレートがはめ込まれている。
ちなみに最高級のステーキ・シャトーブリアンの名前の由来でもある。

## 日本語訳された著書

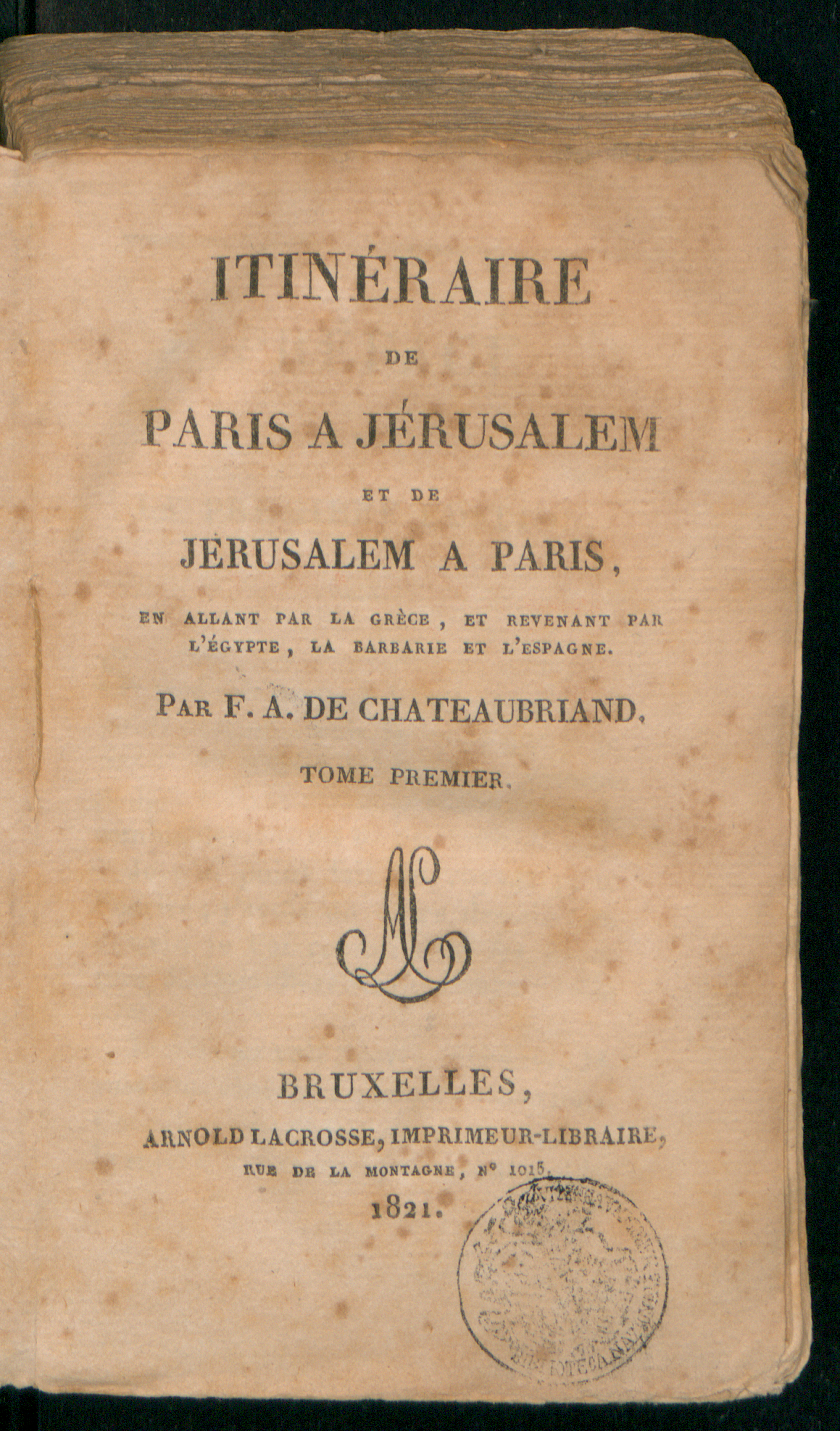
Itinéraire de Paris à Jérusalem et de Jérusalem à Paris, 1821

- アタラ・ルネ（林文雄訳　春陽堂、1935年）
- アタラ ルネ（畠中敏郎訳、岩波文庫、1938年）
- 永遠の処女（斎藤一寛訳、進行社、1946年）
- アタラ・ルネ（大沢寛三訳、蒼樹社、1947年）
- キリスト教精髄（田辺貞之助訳、創元社、1949-50年）
- グラナダの悲歌（畠中敏郎訳、養徳社、1949年）
- 森の乙女アタラ（斎藤一寛訳、小峰書店 少年少女のための世界文学選、1951年）
- アタラ・ルネ（田辺貞之助訳、新潮文庫、1952年）
- アタラ・ルネ（辻昶訳、筑摩書房『世界文学大系 第25（シャトーブリアン、ヴィニー、ユゴー）』、1961年、のち旺文社文庫）
- 哀調（小島文八訳、新樹社、1965年）
- わが青春（真下弘明訳、勁草出版サービスセンター、1979年、のち勁草書房）
- 墓の彼方の回想（真下弘明訳、勁草出版サービスセンター、1983年）
- 『アタラ』・『ルネ』（高橋昌久訳、京緑社、「マテーシス古典翻訳シリーズ」、2021年）

## 伝記
- 伊東冬美『フランス大革命に抗して-シャトーブリアンとロマン主義』中央公論社〈中公新書〉、1985年。ISBN 4121007786。

## 題材にした作品
- 水曜日のカンパネラ「シャトーブリアン」[2]